# Tony Want
Tony Want, all'anagrafe Anthony Want (Hackney, 13 dicembre 1948) è un ex calciatore inglese, di ruolo difensore.

## Caratteristiche tecniche
Era un terzino sinistro.

## Carriera
Dopo aver giocato nelle giovanili del Tottenham, club della prima divisione inglese, viene aggregato alla prima squadra a partire dalla stagione 1965-1966; di fatto, gioca comunque le sue prime 2 partite di campionato solamente nella stagione 1967-1968. Dopo altre 8 presenze nella stagione 1968-1969, nella stagione 1969-1970 conquista un posto da titolare sulla fascia sinistra degli Spurs, giocando 29 partite di campionato. Già a partire dalla stagione 1970-1971 torna però a ricoprire un ruolo minore, disputando solamente 3 partite, a cui ne aggiunge ulteriori 8 nella stagione 1971-1972, nella quale vince peraltro anche la prima edizione della Coppa UEFA.
Nell'estate del 1972 si trasferisce al Birmingham City, altro club della prima divisione inglese: qui, nella stagione 1972-1973 segna il suo primo gol in carriera (che resterà anche l'unico) in 20 presenze; nella stagione 1973-1974 gioca invece 11 partite. Nella stagione 1974-1975 dopo ulteriori 2 presenze viene ceduto in prestito ai Philadelphia Atoms della NASL: qui gioca 19 partite ed a fine anno viene anche nominato tra i NASL All-Stars. Torna quindi in patria, dove nella stagione 1975-1976 gioca 21 partite in prima divisione con il Birmingham City, alle quali ne aggiunge ulteriori 29 nella stagione 1976-1977 e 18 nella stagione 1977-1978, la sua ultima trascorsa in patria: si trasferisce infatti ai Minnesota Kicks, club della NASL, con cui tra il 1978 ed il 1981 (anno nel quale all'età di 35 anni si ritira) gioca 99 partite.
In carriera ha totalizzato complessivamente 151 presenze ed una rete nei campionati della Football League (tutte in prima divisione).

## Palmarès

### Club

#### Competizioni nazionali
- Coppa di Lega inglese: 1

Tottenham: 1970-1971

#### Competizioni internazionali
- Coppa UEFA: 1

Tottenham: 1971-1972
- Coppa di Lega Italo-Inglese: 1

Tottenham: 1971